# SheBelieves Cup 2021
Navigation
Édition précédente Édition suivante
La SheBelieves Cup 2021  est la sixième édition de la SheBelieves Cup, un tournoi de football féminin sur invitation qui se déroule aux États-Unis.
Rassemblant le Canada, le Brésil, l'Argentine et les États-Unis, il a lieu du 18 au 25 février 2021. L'Argentine a remplacé le Japon après son retrait à cause de la pandémie de Covid-19. Les rencontres se déroulent à l'Exploria Stadium d'Orlando où l'affluence est limitée en raison de la pandémie.
Les États-Unis défendent avec succès leur trophée, remportant leur quatrième titre.

## Équipes
| Équipe     | Classement FIFA (décembre 2020) |
| ---------- | ------------------------------- |
| États-Unis | 1                               |
| Brésil     | 8                               |
| Canada     | 8                               |
| Argentine  | 31                              |

## Format
Les quatre équipes invitées jouent un tournoi sous le format d'une poule unique. Les points gagnés dans cette poule suivent la formule standard de trois points pour une victoire, un point pour un match nul et zéro point pour une défaite. Les équipes à égalité de points seraient départagée par la différence de buts.

## Classement final
| Rang | Équipe     | Pts | J | G | N | P | Bp | Bc | Diff |
| ---- | ---------- | --- | - | - | - | - | -- | -- | ---- |
| 1    | États-Unis | 9   | 3 | 3 | 0 | 0 | 9  | 0  | +9   |
| 2    | Brésil     | 6   | 3 | 2 | 0 | 1 | 6  | 3  | +3   |
| 3    | Canada     | 3   | 3 | 1 | 0 | 2 | 1  | 3  | -2   |
| 4    | Argentine  | 0   | 3 | 0 | 0 | 3 | 1  | 11 | -10  |

## Résultats
Tous les horaires sont locaux (UTC−5).
| 18 février 2021 | Brésil                                                   | 4 - 1   | Argentine       | Exploria Stadium, Orlando, Floride             |                                                |
| 16:05           | Marta 30e (pen.) · Debinha 47e · Adriana 54e · Geyse 84e | (1 - 0) | 60e Larroquette | Spectateurs : 1 119 Arbitrage : Katja Koroleva | Spectateurs : 1 119 Arbitrage : Katja Koroleva |
| 16:05           | (Rapport)                                                |         |                 | Spectateurs : 1 119 Arbitrage : Katja Koroleva | Spectateurs : 1 119 Arbitrage : Katja Koroleva |

| 18 février 2021 | États-Unis  | 1 - 0   | Canada | Exploria Stadium, Orlando, Floride               |                                                  |
| 19:05           | Lavelle 79e | (0 - 0) |        | Spectateurs : 3 104 Arbitrage : Francia González | Spectateurs : 3 104 Arbitrage : Francia González |
| 19:05           | (Rapport)   |         |        | Spectateurs : 3 104 Arbitrage : Francia González | Spectateurs : 3 104 Arbitrage : Francia González |

| 21 février 2021 | États-Unis              | 2 - 0   | Brésil | Exploria Stadium, Orlando, Floride             |                                                |
| 15:05           | Press 11e · Rapinoe 88e | (1 - 0) |        | Spectateurs : 4 000 Arbitrage : Melissa Borjas | Spectateurs : 4 000 Arbitrage : Melissa Borjas |
| 15:05           | (Rapport)               |         |        | Spectateurs : 4 000 Arbitrage : Melissa Borjas | Spectateurs : 4 000 Arbitrage : Melissa Borjas |

| 21 février 2021 | Argentine | 0 - 1   | Canada            | Exploria Stadium, Orlando, Floride         |                                            |
| 18:05           |           | (0 - 0) | 90+2e Stratigakis | Spectateurs : 1 348 Arbitrage : Tori Penso | Spectateurs : 1 348 Arbitrage : Tori Penso |
| 18:05           | (Rapport) |         |                   | Spectateurs : 1 348 Arbitrage : Tori Penso | Spectateurs : 1 348 Arbitrage : Tori Penso |

| 24 février 2021 | Canada    | 0 - 2   | Brésil                          | Exploria Stadium, Orlando, Floride              |                                                 |
| 16:05           |           | (0 - 2) | 15e Debinha · 39e Julia Bianchi | Spectateurs : 1 409 Arbitrage : Danielle Chesky | Spectateurs : 1 409 Arbitrage : Danielle Chesky |
| 16:05           | (Rapport) |         |                                 | Spectateurs : 1 409 Arbitrage : Danielle Chesky | Spectateurs : 1 409 Arbitrage : Danielle Chesky |

| 24 février 2021 | États-Unis                                                       | 6 - 0   | Argentine | Exploria Stadium, Orlando, Floride                   |                                                      |
| 19:05           | Rapinoe 16e 26e · Lloyd 35e · Mewis 41e · Morgan 84e · Press 88e | (4 - 0) |           | Spectateurs : 3 702 Arbitrage : Marianela Araya Cruz | Spectateurs : 3 702 Arbitrage : Marianela Araya Cruz |
| 19:05           | (Rapport)                                                        |         |           | Spectateurs : 3 702 Arbitrage : Marianela Araya Cruz | Spectateurs : 3 702 Arbitrage : Marianela Araya Cruz |

## Buteuses
Il y a eu 17 buts marqués en 6 matches, pour une moyenne de 2,83 buts par match.
3 buts
- Megan Rapinoe

2 buts
- Debinha
- Christen Press

1 but
- Mariana Larroquette
- Adriana
- Geyse
- Julia Bianchi
- Marta
- Sarah Stratigakis
- Rose Lavelle
- Carli Lloyd
- Kristie Mewis
- Alex Morgan